# لغات الدولة العثمانية

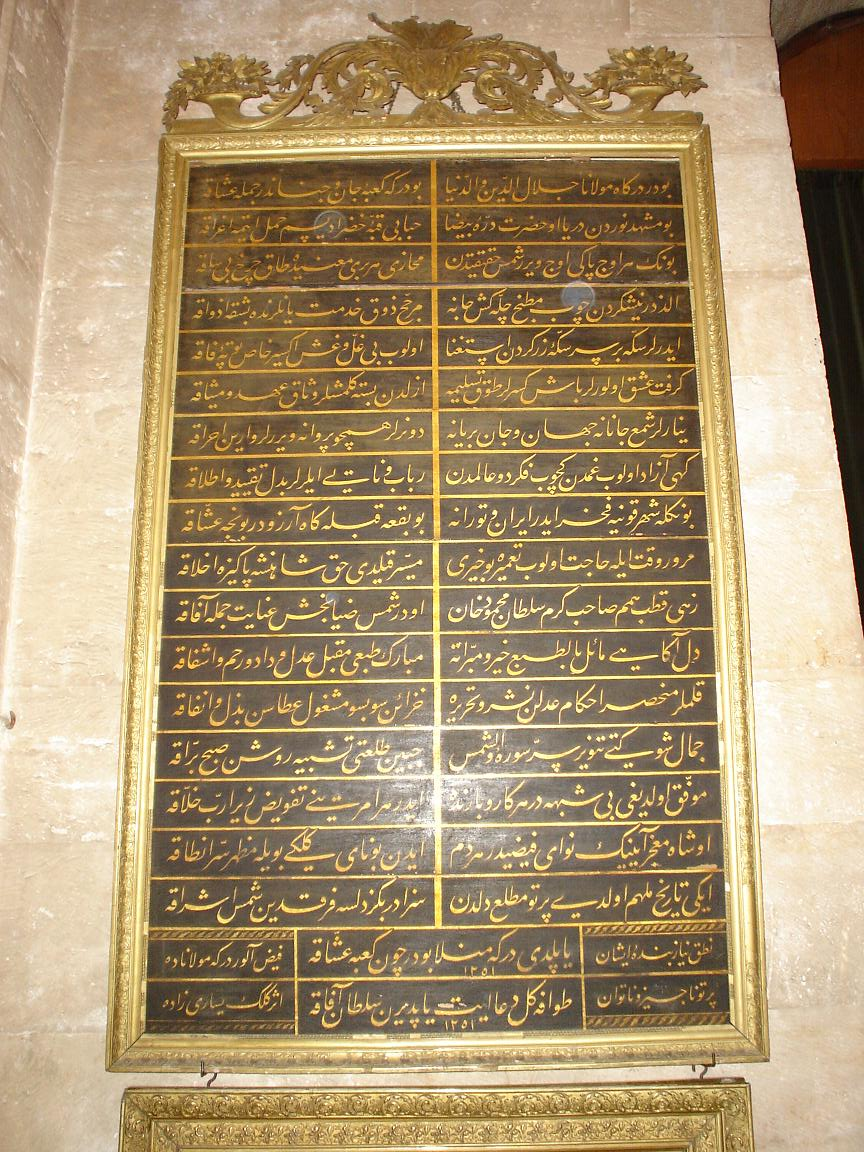
القصيدة الشعرية المكتوبة بالتركية العثمانية

لطالما عرف أن اللغة التي كانت متداولة في الدولة العثمانية هي اللغة العثمانية التركية وهي مزيج من اللغة التركية أساسا مع بعض قواعد اللغة والمفردات العربية والفارسية، لكنها لم تكن الوحيدة فقد كان هناك عدة لغات أخرى في مختلف أجزاء الإمبراطورية العثمانية. بالرغم من أن هذه الأقليات تميزت بحريتها المطلقة في استعمال هذه اللغات فيما بينها إلا أنها كانت مجبرة على استعمال اللغة التركية العثمانية في مختلف تعاملاتهم مع الحكومة العثمانية.

## اللغات الأخرى التي سادت في الدولة العثمانية
- اللغة التركية التي يتحدث بها غالبية سكان الأناضول وغالبية المسلمين في البلقان ويستثنى منها ألبانيا، البوسنة وجزر بحر إيجة.
- الفارسية التي تستعملها الفئة المتعلمة، بالإضافة إلى العربية.
- اللغة العربية والمستعملة في شبه الجزيرة العربية (حالياً المملكة العربية السعودية والكويت واليمن) وشمال أفريقيا، وولاية العراق وبلاد الشام.

وبسبب مشكلة الأمية التي كانت شائعة آنذاك (98% إلى 97% في أوائل القرن 19 وحوالي 85% في أواخره) اضطر بعض العامة من الشعب للجوء إلى المترجمين في التعامل مع الحكومة.
استمرت المجموعات العرقية في استعمال لغاتهم المتوارثة داخل أسرهم وأحيائهم كاليهود، اليونانيين والأرمن.) أما اللغتين الفارسية والعربية فكانتا مستعملتين من طرف الفئة المتعلمة.
في القرنين الماضيين ظهرت اللغة الفرنسية والإنجليزية كلغات شعبية متداولة وخصوصا بين الطوائف المسيحية المشرقية أما اللغة العربية فقد اقتصر استعمالها في الطقوس الدينية.